# Fiat G.56
Fiat G.56 – włoski samolot myśliwski z okresu II wojny światowej, następcą modelu Fiat G.55.

## Historia
W trakcie prac nad Fiat G.55 z obliczeń wynikało, że maszyna ta będzie miała lepsze osiągi w razie zainstalowania na niej mocniejszego silnika. Pierwotnie brano pod uwagę znajdujący się w fazie opracowania silnik FIAT A.40 o planowanej mocy 2100 KM, ale prace nad nim przedłużały się. W kwietniu 1943 roku pojawiła się inna możliwość, kiedy zakupiono w Niemczech silnik Daimler-Benz DB-603 o mocy 1750 KM.
Aby przyśpieszyć prace, główny inżynier Giuseppe Gabrielli postanowił z jak najmniejszymi zmianami zamontować ten silnik na płatowcu Fiat G.55. Zmiany objęły przód kadłuba, łoże silnika i konstrukcję skrzydła, gdzie był zamontowany nowy silnik, który stał się jeszcze bardziej opływowy i dłuższy o 88 mm. Uzbrojenie miało się składać z 2 wkm 12,7 mm w kadłubie nad silnikiem i 2 działek 20 mm w skrzydłach. Tak powstałą konstrukcję oznaczono jako Fiat G.56.
Budowę dwóch prototypów, oznaczonych jako ММ.536 i ММ.537, rozpoczęto w lipcu 1943 na zamówienie Ministerstwa Lotnictwa, ale prace uległy wstrzymaniu z chwilą kapitulacji Włoch 8 września 1943 roku. Prace kontynuowano od października 1943 roku już pod kierownictwem Niemców. Pierwszy prototyp G.56 (MM.536) został oblatany 28 marca 1944.
Testy wykazały, że maszyna jest mniej zwrotna od Fiat G.55 oraz jest lepsza od niemieckich myśliwców Messerschmitt Bf 109 i Focke-Wulf Fw 190. Prace nad maszyną przerwało bombardowanie zakładów 25 kwietnia 1944 roku, kiedy został uszkodzony pierwszy prototyp. 
Drugi prototyp został ukończony w lecie 1944 roku. Różnił się od pierwszego śmigłem VDM o średnicy 3,05 m. Był przeznaczony do testów uzbrojenia, w tym działek 30 mm. Wykonał kilka lotów i we wrześniu 1944 roku Niemcy nakazali zaprzestać wszelkich prac nad całym projektem G.56, jak też G.55. Po wojnie drugi prototyp był wykorzystywany do testów silników Isotta Frascini "Delta" RC.40, Rolls-Royce "Merlin", Packard Merlin V-1650-7 i Daimler-Benz DB-605.

## Opis konstrukcji
Jednomiejscowy wolnonośny dolnopłat z klasycznym wolnonośny usterzeniem, o konstrukcji metalowej, zakrytą kabiną i wciąganym podwoziem z kółkiem ogonowym. Napęd stanowi jeden 12-cylindrowy silnik rzędowy w układzie odwróconego V, chłodzony cieczą Daimler-Benz DB 603A. Uzbrojenie złożone z trzech działek kal 20 mm zostało umieszczone: jedno działo w kadłubie strzelające przez wał śmigła z zapasem 250 pocisków i 2 działka w skrzydłach z zapasem po 200 pocisków na każde.